# Giovanni Battista Vivaldi
Giovanni Battista Vivaldi (Brescia, 1655 – Venezia, 1736) è stato un violinista italiano, padre del celebre Antonio Vivaldi.

## Biografia
Figlio di un sarto bresciano, Agostino Vivaldi, dopo la morte del padre si trasferì nel 1666 a Venezia con la madre, Margherita Nascioni, dove dopo qualche tempo iniziò a svolgere l'attività di barbiere.
Nel 1676 si unì in matrimonio con la sarta Camilla Calicchio, dalla quale avrà nove figli, fra i quali il primogenito Antonio. Contemporaneamente al lavoro di barbiere intraprese la carriera di violinista: il 23 marzo 1685 fu ingaggiato della cappella di San Marco con il cognome Rossi (a causa probabilmente della pigmentazione dei suoi capelli) e nello stesso anno divenne uno dei membri fondatori del Sovvegno di Santa Cecilia.
Fu musicista molto stimato, tanto che il suo nome comparve per diversi anni nella Guida de' forestieri di Vincenzo Maria Coronelli a fianco del suo celebre figlio. Il 30 settembre 1729 ebbe il permesso di lasciare per un anno la carica di violinista che ricopriva da oltre quarant'anni per accompagnare il figlio Antonio in Germania.
Giovanni Battista durante la sua esistenza lavorò a stretto contatto col figlio Antonio e fu anche tra i suoi principali copisti tra la metà degli anni dieci e la metà degli anni trenta del Settecento.
Fu probabilmente anche compositore: infatti, tra il 1688 e il 1689 risulta attivo presso i teatri veneziani un certo Giovanni Battista Rossi. Dunque egli potrebbe aver composto l'opera La fedeltà sfortunata.